# 塞利努斯 (奇里乞亚)

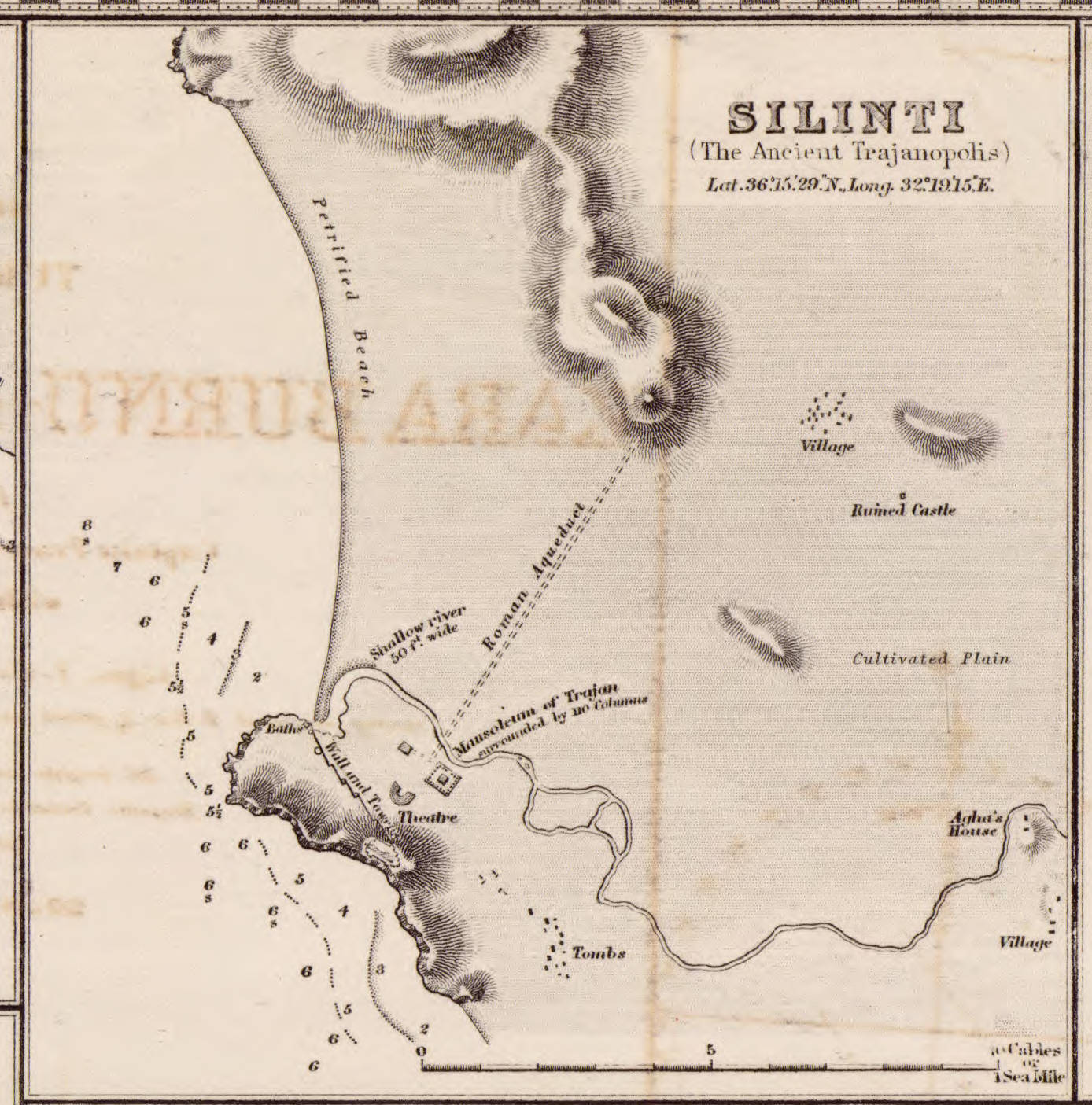
一张1812年海图上标注的古图拉真堡地图

塞利努斯是古奇里乞亚西海岸的一座港口城镇，坐落于同名小河的河口，这条河现被称为穆萨恰伊河。该城如今位于土耳其城市加濟帕夏以西。据一些作家说，公元117年罗马皇帝圖拉真在此去世，塞利努斯因而留名史册。此事之后，该地一度被称为图拉真堡（拉丁語：Traianopolis），但是当地主教仍被称为塞利努斯主教。根据塞琉西亚的巴西尔的描述，这个地方在他的时期已经沦落至无足轻重的地步，即便这里曾经是个商贸重镇。塞利努斯坐落在一块陡峭的岩石上，几乎四面都是大海，在这个地方，它几乎坚不可摧，但是这块岩石完全没有被古代的要塞城墙囊括进去；城墙内只剩诸多房屋的痕迹，不过在城墙外边，山脚和河流之间，一些大型建筑的残余部分依旧屹立，疑似为一座陵墓、一处集市、一处剧院、一处引水渠，以及几个坟包。尽管教区已经不再有居民，但它仍旧是天主教會的领衔教区。
其遗址在今土耳其亚洲地区的加濟帕夏。
- 1817年弗朗西斯·蒲福绘制的图拉真堡[13]
- 图拉真陵墓
- 引水渠